# Гаскаров, Айрат Рафикович
Айра́т Ра́фикович Гаска́ров (род. 5 октября 1963, Чишмы, Башкирская АССР) — экономист, министр финансов Республики Башкортостан (2002—2010), член Совета Федерации Федерального Собрания Российской Федерации (2010—2011). Заслуженный экономист Республики Башкортостан.

## Биография
Гаскаров Айрат Рафикович родился 5 октября 1963 года в п. Чишмы Чишминском районе Республики Башкортостан.
Окончил филиал Всесоюзного заочного финансово-экономического института в г. Уфа по специальности «финансы и кредит». В 1981—1983 годах служил в армии.
Место работы: c 1981 года — экономист Министерства финансов БАССР; с 1983 по 1991 год — ревизор-инспектор, старший ревизор-инспектор, зам. начальника отдела финансирования аппарата управления Министерства финансов БАССР; в 1991 году — инструктор Башкирского рескома КП РСФСР; с 1991 по 1995 год — начальник планово-финансового отдела, финансовый директор БАГСУ; с 1995 по 2000 год — заместитель министра финансов РБ; с 2000 по 2002 по управляющий Отделением Пенсионного фонда РФ по РБ.
С 2002 по 2010 год — заместитель, затем первый заместитель Премьер-министра Правительства Республики Башкортостан — министр финансов Республики Башкортостан.
С 2010 по 2011 год — член Совета Федерации Федерального Собрания Российской Федерации — представитель в Совете Федерации Федерального Собрания Российской Федерации от исполнительного органа государственной власти Республики Башкортостан.
С 2011 года — вице-президент банка Уралсиб. В 2013 году назначен на должность Заместителя Председателя Правления банка.
В 2007 году защитил кандидатскую диссертацию на тему «Целевые программы как инструмент обеспечения финансово-экономической устойчивости субъекта Российской Федерации»

## Награды и звания
Нагрудный знак «Отличник финансовой работы».
Юбилейный памятный знак «В честь 10-летия Пенсионного фонда России».
Почётное звание «Заслуженный экономист Республики Башкортостан»